# Leucospis santarema
Leucospis santarema är en stekelart som beskrevs av Walker 1862. Leucospis santarema ingår i släktet Leucospis och familjen Leucospidae. Inga underarter finns listade i Catalogue of Life.